# Chorros de Cura
Los Chorros de Cura es una cascada en el extremo Este en el estado Aragua, Venezuela. A una altura de 821 metros (2693,6 pies), es una de las caídas de agua más alta del país. La cascada cae sobre un barranco en uno de los costados del Topo Golfo Triste que se encuentra en una región aislada en la frontera entre el estado Aragua y el estado Miranda. Acceso a la cascada se logra a pie desde el poblado de Valle Morín, subiendo por un sendero no demarcado y rodeado de zonas de ganadería de alta montaña partiendo de la zona de Marines.
Los Chorros de Cura son una caída en toboganes semi-continuas que cubren tres niveles principales llamados Chorros de Cura propiamente dicho de 549 metros (1801,2 pies), salto Guariquito de 220 metros (721,8 pies) y el tercero es el salto El Carmen de 80 metros (262,5 pies). Presumiblemente, el resto de la altura se produce como cascadas entre los tres niveles principales.